# Падилья (Колумбия)
Падилья (исп. Padilla) — город и муниципалитет на юго-западе Колумбии, на территории департамента Каука. Входит в состав Северной провинции.

## История
Поселение, из которого позднее вырос город, было основано 29 июля 1823 года. Муниципалитет Падилья был выделен в отдельную административную единицу в 1967 году.

## Географическое положение

Муниципалитет Падилья

Город расположен в северо-восточной части департамента, на западных склонах Центральной Кордильеры, на расстоянии приблизительно 85 километров к северо-востоку от города Попаян, административного центра департамента. Абсолютная высота — 992 метра над уровнем моря.
Муниципалитет Падилья граничит на севере с территорией муниципалитета Миранда, на востоке — с муниципалитетом Коринто, на юге — с муниципалитетом Калото, на западе — с муниципалитетом Гуачене, на северо-западе — с муниципалитетом Пуэрто-Техада. Площадь муниципалитета составляет 100 км².

## Население
По данным Национального административного департамента статистики Колумбии, совокупная численность населения города и муниципалитета в 2015 году составляла 7882 человека.
Динамика численности населения муниципалитета по годам:
| 2005 | 2006 | 2007 | 2008 | 2009 | 2010 | 2011 | 2012 | 2013 | 2014 | 2015 |
| ---- | ---- | ---- | ---- | ---- | ---- | ---- | ---- | ---- | ---- | ---- |
| 8336 | 8287 | 8240 | 8187 | 8142 | 8096 | 8059 | 8010 | 7966 | 7924 | 7882 |

Согласно данным переписи 2005 года мужчины составляли 48,9 % от населения Падильи, женщины — соответственно 51,1 %. В расовом отношении негры, мулаты и райсальцы составляли 97,1 % от населения города; белые и метисы — 2,2 %; индейцы — 0,7 %.
Уровень грамотности среди всего населения составлял 92,9 %.

## Экономика
70,6 % от общего числа городских и муниципальных предприятий составляют предприятия торговой сферы, 24,9 % — предприятия сферы обслуживания, 4,5 % — промышленные предприятия.